# Colubotelson edgarensis
Colubotelson edgarensis is een pissebeddensoort uit de familie van de Phreatoicidae. De wetenschappelijke naam van de soort is voor het eerst geldig gepubliceerd in 2012 door Wilson.